# ラグナロク

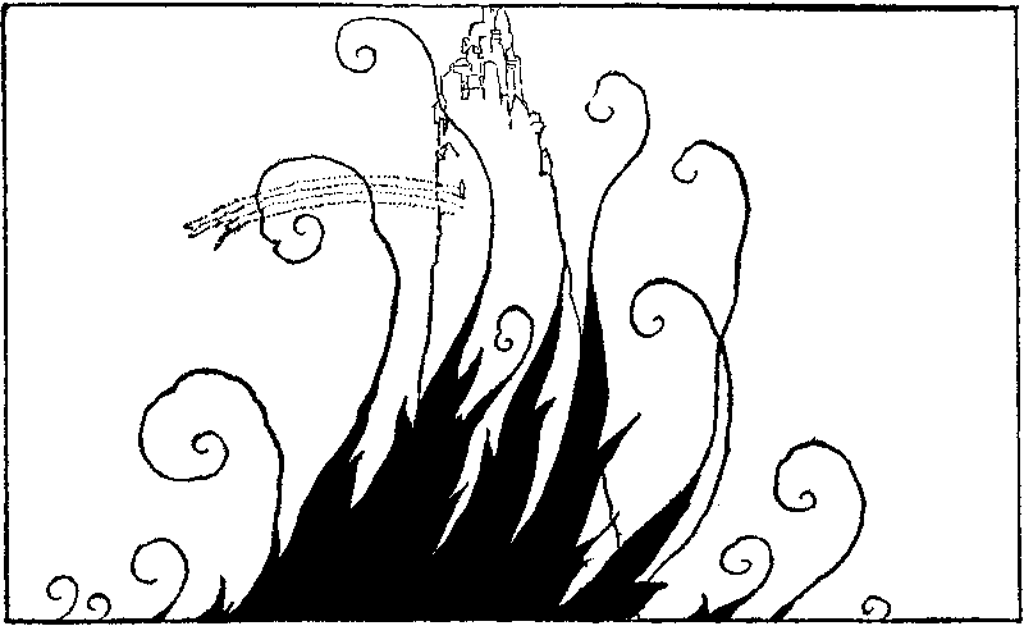
ウィリー・ポガニーが描いた、世界を焼き尽くす炎。（1920年）

ラグナロク（古ノルド語：Ragnarøk（Ragnarök、ラグナレク）は、北欧神話の世界における終末の日のことである。
元来の語義は「神々の（死と滅亡の）運命」であったが、『新エッダ』の作者スノッリが誤ってこの語RagnarökをRagnarökr（Ragnarökkr）と同一視したことが原因で「神々の黄昏」という誤訳が生まれ、広く流布している。
本稿のカタカナ転写は「ラグナロック」など様々であるが、本稿では固有名詞や特定の人の発言の引用以外は一般的な国語辞典での記述である「ラグナロク」に統一する。

## 『新エッダ』

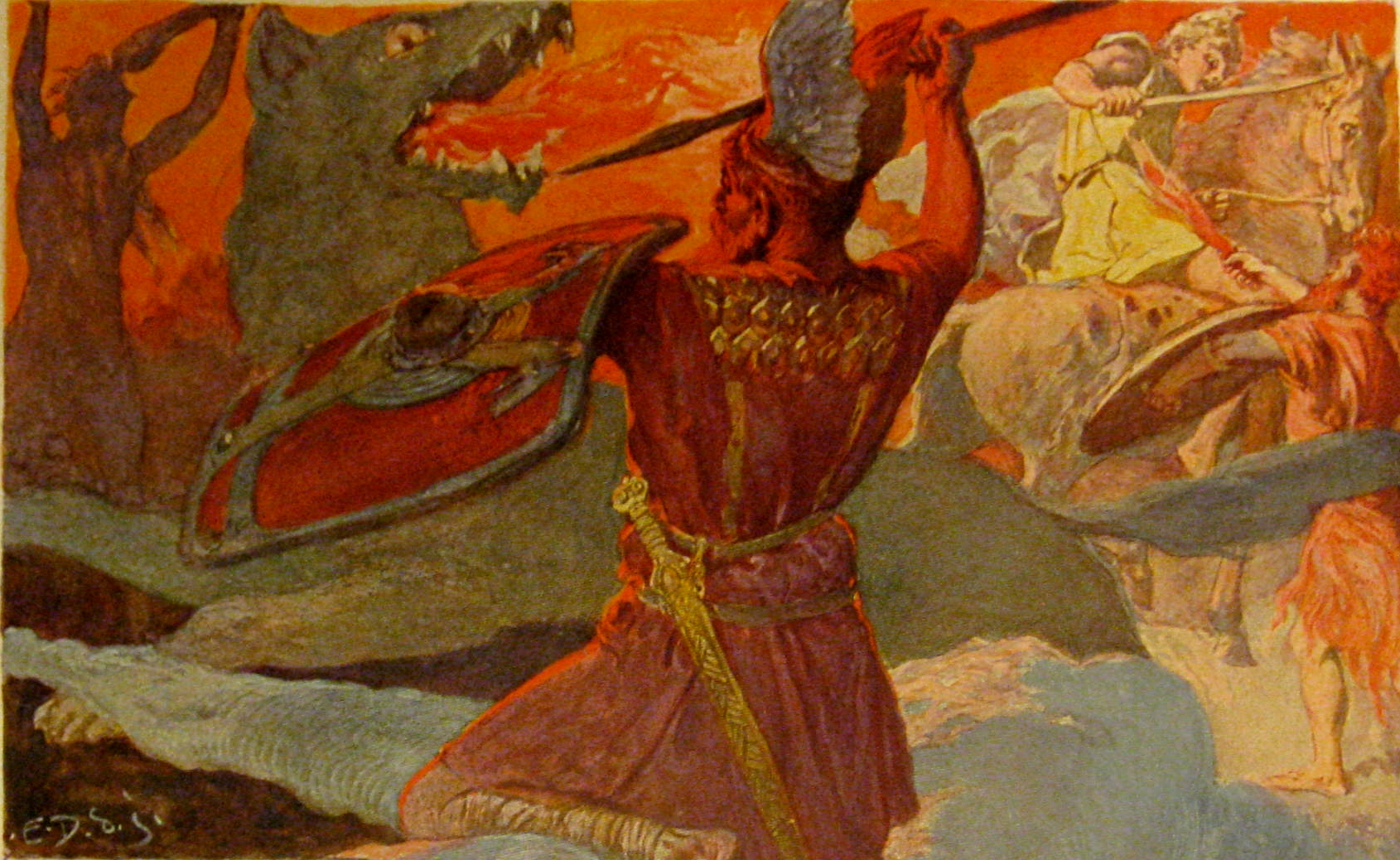
エミール・デープラーが描いた、オーディンとフェンリル、フレイとスルトの戦い。（1905年）

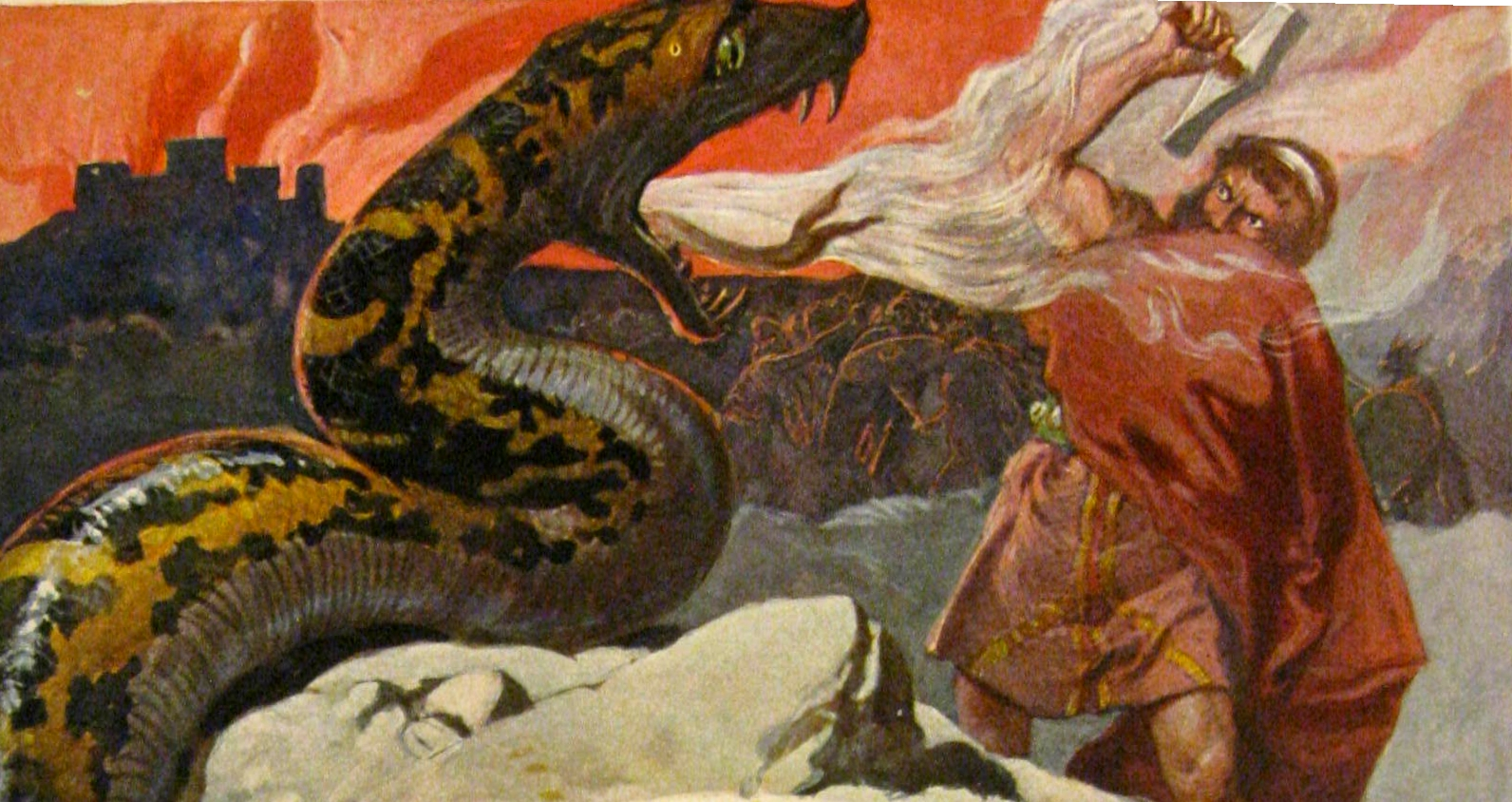
Emilエミール・デープラーが描いた、トールとヨルムンガンドの戦い。（1905年）

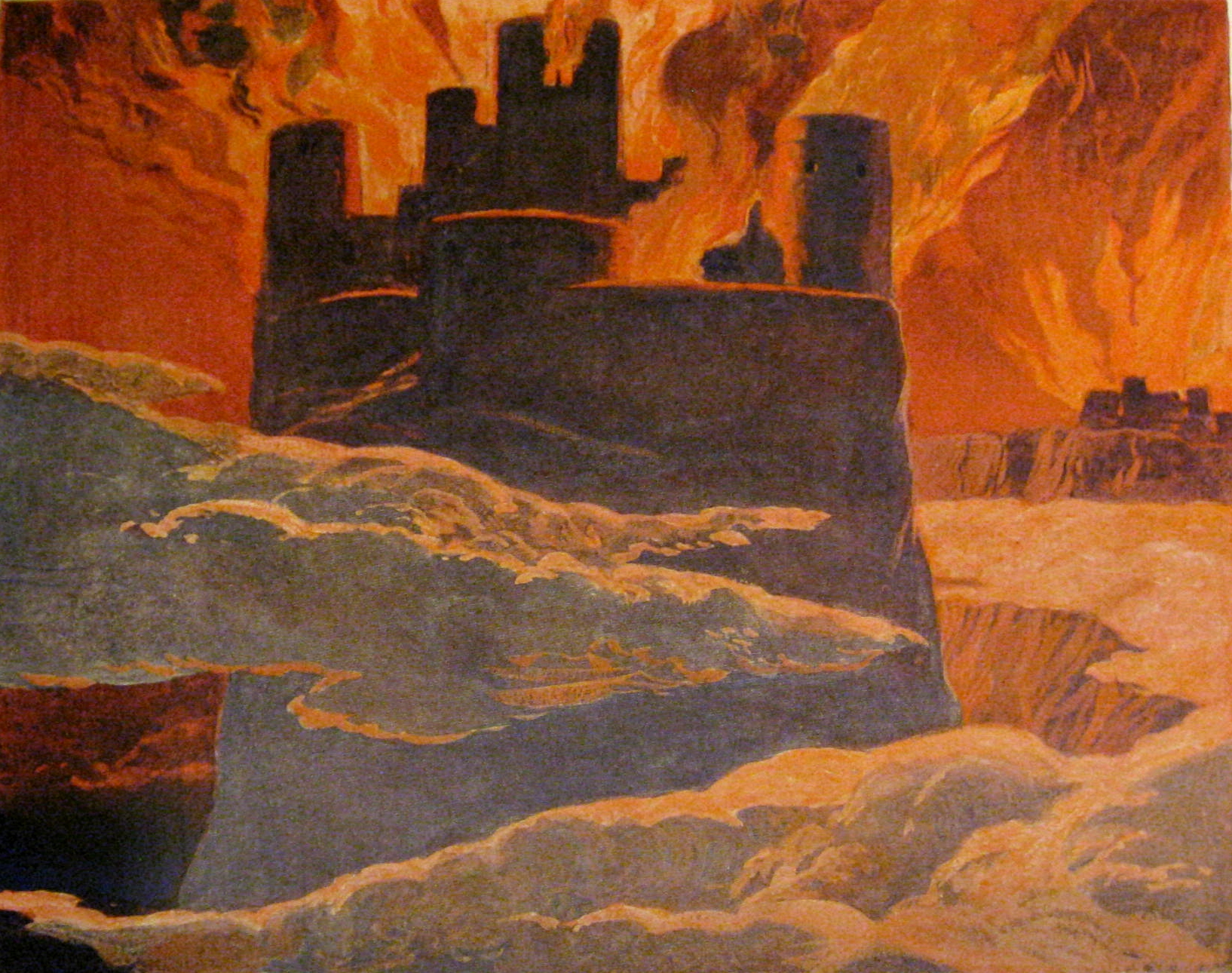
Emil エミール・デープラーが描いたヴァルハラ炎上。（1905年頃）

『新エッダ』第一部『ギュルヴィたぶらかし』第51-53章によれば、ラグナロクが起こる前にまず風の冬、剣の冬、狼の冬と呼ばれるフィンブルヴェト（恐ろしい冬、大いなる冬の意）が始まる。夏は訪れず厳しい冬が3度続き、人々のモラルは崩れ去り、生き物は死に絶える。
太陽と月がフェンリルの子であるスコルとハティに飲み込まれ、星々が天から落ちる。大地と山が震え、木々は根こそぎ倒れ、山は崩れ、あらゆる命が巻き込まれ、あらゆる命が消える。ヘイムダルは、世界の終焉を告げる為に角笛ギャラルホルンを預けているミーミルの泉へ向かう。オーディンはミーミルの元へ駆けつけ、助言を受ける。
この日には全ての封印、足枷と縛めは消し飛び、束縛されていたロキやフェンリル、ガルムなどがアースガルズに攻め込む。世界蛇ヨルムンガンドが大量の海水とともに陸に進む。その高潮の中にナグルファルが浮かぶ。舵をとるのは巨人フリュムである。ムスペルヘイムのスルトが炎の剣を持って進む。前後が炎に包まれた彼にムスペルの子らが馬で続く。ビフレストは彼らの進軍に耐えられず崩壊する。
神々と死せる戦士たち（エインヘリャル）の軍は皆甲冑に身を固め、巨人の軍勢と、ヴィーグリーズの野で激突する。オーディンはフェンリルに立ち向かうものの、フェンリルに飲まれて死ぬ。オーディンの息子ヴィーザルが、フェンリルの下顎に足をかけ、手で上顎を押さえてその体を切り裂き、父の仇を討つ。トールはヨルムンガンドと戦い相打ちに終わる。テュールもガルムと戦うが相打ち。ロキとヘイムダルも相打ちに倒れる。フレイはスルトと戦い善戦するも武器を持っていなかったため打ち倒される。
スルトの放った炎が世界を焼き尽くし、九つの世界は海中に没する。闘いの後、大地は水中から蘇り、バルドルとヘズは死者の国より復活する。オーディンの子ヴィーザル、ヴァーリ、トールの子モージ、マグニ、さらにヘーニルらも生き残り、新たな時代の神となる。彼らはかつてアースガルズのあったイザヴェルで暮らす。
天にあるギムレーという、太陽より美しく黄金より見事な広間には、天地を滅亡させる炎も届かない。ここに、永遠に、善良で正しい人が住むのである。さらに、ホッドミーミルの森(en)だけが焼け残り、そこで炎から逃れたリーヴとリーヴスラシルという2人の人間が新しい世界で暮らしていくものとされている。ホッドミーミルの森とは世界樹ユグドラシルの別称であるとされる。太陽が狼に飲み込まれる前に産んでいた美しい娘が、母を継いでその軌道を巡り、新しい太陽となる。

## 『古エッダ』

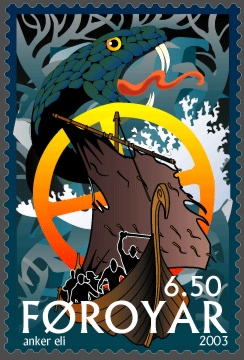
フェロー諸島で2003年に発行された、『巫女の予言』を題材にした郵便切手シリーズより。ラグナロクの始まり。アンカー・エリ・ペーターセンによる。

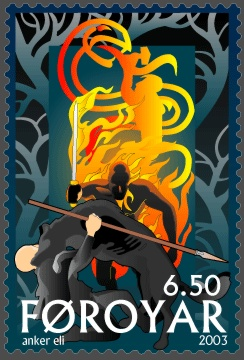
オーディンの死、トールの戦い、スルトの炎。

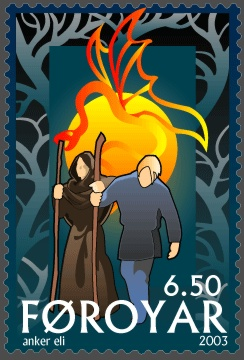
バルドルとヘズの復活。

### 『巫女の予言』
『巫女の予言』では、まず、神々の場所がおそらくは朝焼けや夕焼けによって赤く染まり、太陽が暗く天候の悪い夏が続くことが語られる。女巨人エッグセール(en)が竪琴を弾くそばで雄鶏のフィアラル(en)が、アース神族の場所でグリンカムビが、ヘルヘイムで雄鶏が鳴く。ヘイムダルはギャラルホルンを吹き、オーディンはミーミルを訪ねる。巨人フリュムが東から攻めてくる。ヨルムンガンドも波を立てて迫る。また東の海からはムスペルを乗せロキが舵をとる船がやって来る。スルトは南から炎を携えて進む。こうした中で人々はヘルの元へ行くこととなる。
オーディンはフェンリルに倒されるが、直ちに息子のヴィーザルがフェンリルの心臓を剣で貫く。フレイはスルトと戦う。トールはヨルムンガンドと戦うが、その毒を浴び、9歩退いて倒れる。やがて太陽が光を失い、星々が消える。炎と煙が噴き上がる中、大地は沈没する。
やがて海中からは緑なす大地が現れる。生き残ったアース神族はイザヴェルに集まるが、そこにはバルドルとヘズが戻ってくる。ヘーニルもいる。オーディンの2人の兄弟の息子達が天（風の住居）に住むと語られる。ギムレーには誠実な人々が暮らす。ニザヴェッリルから舞い上がった黒い大蛇ニーズヘッグは翼に死者を乗せて飛翔する。

### 『ヴァフスルーズニルの言葉』
『古エッダ』の『ヴァフスルーズニルの言葉』では、博識の巨人ヴァフスルーズニルと、ガグンラーズ(Gagnráðr)という偽名を名乗ったオーディンが知恵比べをする過程で、ラグナロクについて言及する。その中で、神々の元にいる戦士達は、毎日戦い合っては戦死者を出し、しかし戦場から馬で戻って和やかに食卓に同席すると説明される（第40-41節）。また、ヴィーグリーズはスルトと神々の戦いの場だとされる（第17-18節）。また、ヴァン神族の国からアース神族の元に移った神ニョルズが、世界の終わる時にヴァン神族の元に帰るとされる（第38-39節）。恐ろしい冬が人間の世界に訪れても、ホッドミミルの森に隠れていたリーヴとリーヴスラシルの2人が生き残り、人間はこの2人からまた増えていくとされる（第44-45節）。太陽はフェンリルに捕らえられる前に美しい娘をもうけており、太陽の亡くなった後はこの娘が再び天を巡るとされる（第46-47節）。オーディンは狼に倒されるが、息子のヴィーザルが狼の顎を引き裂くとされる（第52-53節）。世界を焼き尽くしたスルトの炎が消えた後には、ヴィーザルとヴァーリ、モージとマグニは生き残っているとされる（第52-53節）。
なお、アクセル・オルリックは、ニョルズがヴァン神族の元に帰るのはヘーニルがアース神族の元に帰ることと対をなしていると推測している。作者である詩人が、混乱を経た後にはすべてが最初の状態（場所）に戻ると考えていたとしている。

### その他の詩
『ファーヴニルの言葉』(en)第14-15節によれば、スルトとアース神族が戦う島はオースコープニルだという。『ロキの口論』第41-42節では、フェンリルが神々の滅びる日まで縛られていること、その日にはムスペルの子達がミュルクヴィズの森を越えて神々の元に攻め込んでくることが語られる。『ヴェグタムの歌（バルドルの夢）』第14節ではロキもまた縛めを解かれる。『グリームニルの言葉』では、戦いの時にヴァルハラの540の扉からそれぞれ800人の戦士が出陣する様子が語られる。『ロキの口論』第58節では狼がオーディンを飲み込むとされ、『グリームニルの言葉』第17節ではヴィーザルが父の死の復讐をする旨を宣言している。
『巫女の予言短篇』（『ヒュンドラの歌』）は、『巫女の予言』を大筋でなぞっている。悪天候の中で海が天も地も洗い、雪と強風が襲うこと（第42節）、オーディンが狼に相まみえること（第44節）が語られている。

### 出典

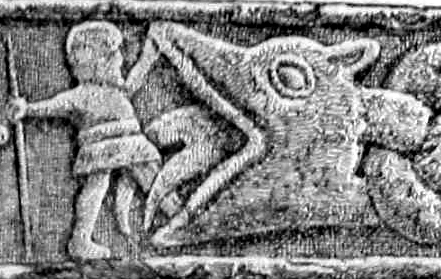
イギリスのゴスフォース十字架に刻まれた図。9世紀頃のものとみられる。ソーフス・ブッゲはこれを魔物に勝利したキリストであると考えたが、これに対しオルリックは、北欧神話におけるフェンリルの顎を踏み上顎を裂こうとするヴィーザルの構図にこそ当てはまるとした。